# MACOSA
Material y Construcciones S.A. o MACOSA va ser una empresa espanyola d'enginyeria i fabricació orientada principalment a la indústria pesant. El 1989 es va fusionar amb La Maquinista Terrestre y Marítima (MTM), de Barcelona, i va canviar el nom a Meinfesa per a entrar després a formar part del grup GEC-Alstom amb factories a València, Barcelona i Alcázar de San Juan. Aleshores, la fàbrica del Poblenou va ser traslladada a Santa Perpètua de Mogoda. Alstom va vendre el 2005 la fàbrica de València, situada llavors a Albuixec, al grup alemany Vossloh com Vossloh Espanya, més tard reanomenada com a Vossloh rail vehicles.
MACOSA ha estat denunciada per l'ús de l'amiant, i condemnada en judici per  nombroses morts de treballadors i treballadores i també de les seves famílies.

## Història

### MACOSA
La companyia MACOSA es va fundar el 1947 a partir de la fusió de Construcciones Devis (fundada per Talleres Devis) de València i Societat Material per a Ferrocarrils i Construccions S. A. de Barcelona, coneguda popularment com a Can Girona, coincidint amb la incipient industrialització espanyola.
Inicialment l'empresa no estava totalment orientada al ferrocarril, en dedicar-se a la producció d'autobusos, trolebusos i altres productes per al transport de carretera. En uns anys des de la seva formació la companyia es va expandir, arribant la seva planta valenciana a tenir una extensió de 50.000 m² i la barcelonina 140.000 m², dels que 90.000m²estaven coberts, convertint-se així en un dels majors productors de material rodant d'Espanya. Fins a 1952 la companyia havia produït a València 48 locomotores classe 2400 per a Espanya i dues per a Portugal.
Les úniques locomotores d'ample mètric construïdes per MACOSA van ser les de la classe 130 per al tram de Ponferrada a Villablino en 1951 i 1956, basades en una sèrie fabricada en 1914 per Krauss-Maffei per als ferrocarrils bascos (veure Locomotora Engerth).
En la dècada dels 50 la planta de Barcelona es dedicava a la fosa i modelat d'acer, així com a la fabricació i reparació de cotxes, autobusos, vagons i altre material rodant. La planta valenciana s'ocupava de la fabricació de calderes de vapor, així com a la construcció i reparació de locomotores elèctriques i de vapor i altre material de tracció. Aquesta planta també va fabricar un altre material pesat com a grues o peces metàl·liques per a preses. MACOSA posseïa així mateix una fàbrica menor a Alcázar de San Juan dedicada per fabricar vagons de manteniment.
L'última locomotora a vapor fabricada a València per RENFE va ser una Mikado amb matrícula 141-2328, construïda en 1958.
Una nova expansió es va produir amb el Pla Nacional d'Estabilització Econòmica participant així la companyia del ràpid creixement econòmic espanyol dels 60, desencadenat per una economia que estava aconseguint la seva massa crítica d'industrialització (veure Miracle econòmic espanyol).
En els 60 es fabricaven a València locomotores sota llicència de General Motors, al principi amb un disseny gairebé total de GM, passant la companyia més tard a fabricar locomotores del seu propi disseny però mantenint l'ús de motors i sistemes de transmissió de GM (més tard Electro-Motive Diesel).
Aquest modus operandi s'ha mantingut fins ben entrada la dècada dels 2000 en les successives hereves de MACOSA a València fabricant locomotores amb motors i sistemes de transmissió GM. A Santa Perpètua de Mogoda, Alstom va continuar fabricant tota mena de material ferroviari que, en gran part es dedicava a l'exportació.
En 1970 MACOSA era la segona companyia del sector ferroviari espanyol, només superada per CAF.
Durant la seva llarga història es van produir a València més de mil locomotores, primer de vapor i després elèctriques o dièsel-elèctriques, així com locomotores de maniobres. A més un nombre incomptable de diferents vehicles ferroviaris també van ser fabricats: tramvies, metros, unitats dièsel i elèctriques i vagons de càrrega, així com milers de bogies, alguns per a Espanya i uns altres per a exportació.

### Meinfesa
En 1989, MACOSA es fusiona amb La Maquinista Terrestre y Marítima, de Barcelona, es converteix en Mediterránea de Industrias del Ferrocarril, S.A. (Meinfesa) i entra a formar part de la multinacional GEC-Alstom en 1991, traslladant llavors la seva producció de Barcelona a Santa Perpètua de Mogoda i de València a Albuixec. L'antiga nau de MACOSA ha estat protegida recentment i queda emmarcada dins del nou pla del parc central a València. Sobre l'antiga fàbrica de MACOSA de Barcelona s'ha construït el parc i urbanització Diagonal Mar i part del Fòrum; l'antiga fàbrica de la Maquinista Terrestre y Marítima ha estat urbanitzada i el seu nom es recorda al centre comercial La Maquinista, que ocupa part dels terrenys de la fàbrica.
Poc després es va rebre una gran comanda de RENFE per a la reconversió de part de la sèrie 319 de Renfe a les subsèries 319.2, 319.3 i 319.4. Sota la propietat de Alstom també es van produir locomotores Alstom Primera en la planta, amb comandes exportades al Regne Unit i Israel.
A més 60 General Motors seriï GM-8B (classe 310 de Renfe) entre 1989 i 1991 i la GA-DE 900 AS diésel-elèctrica de maniobres (basada en la sèrie 311 de Renfe) es van fabricar en la dècada dels 90 per als ferrocarrils federals de Suïssa (SBB Am 841), els ferrocarrils de Mèxic i els ferrocarrils estatals d'Israel i Egipte.

### Vossloh España
El març de 2005, Alstom va vendre la factoria d'Albuixec a Vossloh AG, canviant el nom a Vossloh España, com a part del grup Vossloh.
Durant els primers anys sota la propietat de Vossloh es va dur a terme la fabricació de la BB 60000 de maniobres per SNCF, així com la reconstrucció de la sèrie 333 de Renfe, la construcció de la sèrie 334 de Renfe i més tard la producció de les dièsel-elèctriques Euro 3000 i Euro 4000. També s'han fabricat trens de metro sèrie 4300 d'ample mètric a 1500 V CC pels Ferrocarrils de la Generalitat Valenciana.

### Productes destacats
- GM SD40-2 construïda entre 1979 i 1980 sota llicència de General Motors per a RFFSA de Brasil.[6]
- Sèrie 333 de Renfe. Una potent locomotora construïda amb components General Motors per a un disseny NOHAB utilitzat en origen en la sèrie MZ de DSB.